# Estrella (chips)
 For alternative betydninger, se Estrella. (Se også artikler, som begynder med Estrella)
Estrella er et snackmærke og en svensk producent af snacks, blandt andet kartoffelchips, osterejer, jordnødder og forskellige dipsovse. Estrella AB er siden 2014 er en del af tyske Intersnack, som købte virksomheden af norske Herkules Private Equity Fund. Fabrikken ligger i svenske Angered.

## Historie
Varemærket blev registreret i 1946 af Folke Anderson, som på daværende tidspunkt ejede flere bananplantager i Sydamerika. Estrella begyndte sin virksomhed med at sælge popcorn fra popcornsvogne i Vestsverige. Efter et besøg i New York i 1957 blev han inspireret til at starte produktionen af snacks i Sverige og produktionen kom i gang samme år i Alingsås. I starten blev der kun produceret kartoffelchips og popcorn i Sverige, mens øvrige produkter blev importeret. I 1964 blev produktionen flyttet til Kortedala i Göteborg, og i 1965 købte Marabou virksomheden af Andersson.
Virksomheden voksede, og i 1983 blev den nye fabrik i Angered indviet. I 1988 lanceredes Sourcream & Onionchips. I 1987 blev varemærket introduceret i Finland, og i 1990 i Danmark. Siden har Estrella etableret sig på andre markeder og findes i dag i blandt andet Island, Baltikum, Ukraine og Rusland. AB Estrella blev et datterselskab til Kraft Foods som overtog Marabou, for omkring 10 år senere at fusioneres ind i det nye svenske datterselskab Kraft Foods Sverige (tidligere Kraft Freia Marabou).
I 2008 havnede firmaet hos det norske Herkules Private Equity Fund, efter at de havde opkøbt Kraft Foods' chipsproduktion under varemærkerne Estrella (Sverige), Maarud (Norge) og Taffel Chips (Finland og Litauen).

## Etymologi
Estrella betyder stjerne på spansk, og en stjerne forekommer i Estrellas logo. På spansk udtales "ll" som "j", men når man tænker på det svenske firma udtales det som det staves, nemlig "l".